# Cech básníků
Cech básníků (rusky Цех поэтов) byl ruský literární spolek, který vznikl v Petrohradu v první polovině 20. století. Zakladateli byli ruští básníci Nikolaj Stěpanovič Gumiljov a Sergej Mitrofanovič Goroděckij.

## Program
Spolek svými názory a postoji fungoval jako protipól vůči symbolistům, upřednostňovali jasná básnická pojmenování před někdy až nerozluštitelnou mlhavostí veršů symbolistů. Slovo „cech“ v názvu je vzato z evropského středověkého slovníku a odpovídá jejich názoru na poezii jako na profesi. Spolky se stejným názvem byly založeny i v jiných městech a zemích jako je například Moskva, Tbilisi, Baku, Berlín nebo Paříž.
Účastníci Cechu se nazývali mistry a jejich představitelem byl syndik neboli „starší“. Slovo syndik označovalo v zemích středověké Evropy mistra mistrů.

## Historie
Fungování spolku se dělí na tři přerušované etapy.

### Etapa první: 1911–1914
První zasedání členů proběhlo 20. října v bytě S. M. Goroděckého a účastnili se ho jenom pozvaní umělci. Na těchto zasedáních se předčítaly básně a následně se i kritizovaly. V těchto letech sekretářkou spolku byla Anna Andrejevna Achmatovová, která se později stala ženou zakladatele Gumiljova. Dalšími členy Cechu byli Osip Mandelštam, Michail Zenkevič, Vladimír Narbut, Marija Kuzmina-Karavajevová, Michail Lozinskij, Vasilij Gipius, Marija Moravskaja, Vera Gedrojc a na krátkou chvíli i Michail Kuzmin, Aleksej Tolstoj, Vladimir Vladimirovič Majakovskij, Viktor Treťjakov a další.
Záměrem organizátorů bylo, aby cech sloužil k poznávání a hlavně zdokonalování poetické práce. Podle Gumiljova a Goroděckého v psaní poezie existují určitá pravidla, která je možné se naučit.
Cech vydával sbírky básní svých členů, něco z jejich tvorby vyšlo v časopisech Giperbola a Apollon.

#### Akméismus
Členové spolku se ze začátku neztotožňovali s žádným literárním směrem. Roku 1912 vytvořili svůj vlastní směr ruského modernismu pod názvem akméismus, který upřednostňoval jasné básnické pojmenování, tedy nazývat věci jejich pravými jmény, před mystickým a mlhavým charakterem poezie symbolistů. Ne všichni členové se však s akméismem ztotožnili, to byl jeden z důvodů rozpadu Cechu roku 1914. Druhým důvodem byl začátek první světové války.
V lednu roku 1913 vyšly první manifesty akméismu. Jedním z nich bylo dílo S. M. Goroděckého "O některých směrech v moderní ruské poezii" a druhým dílo N. S. Gumiljova "Dědictví symbolismu a akmeismus", které vyšlo v novinách Apollon.
Ideje akméismu prvně popsal Michail Aleksejevič Kuzmin roku 1910 ve svém článku "O prekrasnoj jasnosti" (rusky О прекрасной ясности), který vyšel v časopise Apollon. Podle něj musí umělec prostřednictvím svých děl objasňovat smysl věcí, přinášet lidem srozumitelnost a nesmí mlžit. Ve svém článku Kuzmin zmiňuje dva druhy umělců:
«… Есть художники, несущие людям хаос, недоумевающий ужас и расщепленность своего духа, и есть другие – дающие миру свою стройность. … » (česky: „… Existují umělci, kteří lidem přinášejí chaos, nepochopitelnou hrůzu a nesoulad myšlenek, a taky ti, kteří světu přinášejí řád. …“)

### Etapa druhá: 1916–1917
Cech fungoval pod vedením prozaika Ivanova a básníka Adamoviče a svými názory navazoval na postoje předešlé etapy Cechu. V této etapě se spolek už nehlásil k akméismu. Zasedání spolku probíhala v bytě Adamoviče jednou za měsíc. Z předešlé sestavy členů se těchto zasedání účastnil pouze O. Mandelštam. Gumiljov a Goroděckij v této době byli na frontě. Novými členy se stali K. V. Močulskij, A. I. Piotrovskij, V. A. Pjast, S. E. Radlov a další.

### Etapa třetí: 1920–1922
Spolek fungoval opět pod vedením Gumiljova, který však byl roku 1921 popraven v souvislosti s vykonstruovaným protisovětským spiknutím. Ve vedení Cechu ho nahradil Adamovič. Zasedání se konala třikrát do měsíce.
Od roku 1921 spolek začal vydávat almanachy. První nese název "Drak" podle stejnojmenné poemy Gumiljova, druhým se jmenuje Almanach Cechu básníků a třetí Cech básníků.
Ke konci svého fungování se přikláněli k neoklasicismu.
Roku 1922 většina členů Cechu emigrovala. Adamovič s Ivanovem začali následně provozovat Cech básníků i v Paříži a Berlíně.